# 가지뿔영양
가지뿔영양(학명 : Antilocapra americana)은 소목 가지뿔영양과에 속하는 북아메리카 프레리 원산인 초식성 포유동물이다. 영칭으로 프롱혼(영어: pronghorn 또는 pronghorn antelope)이라고도 일컬으며, 분류학적으로는 영양과 거리가 멀지만 편의상 아메리카영양(영어: American antelope) 또는 영양붙이라고 불린다. 미국 등지에서는 영양 종류와 매우 닮은 외형 때문에 간략하게 영양으로 줄여 부르기도 한다.
영양붙이과에 딸린 동물 중에서는 유일하게 현존하는 종이며, 플라이스토세 당시에는 같은 영양붙이과의 세 속(†난쟁이가지뿔영양속, †스토코케로스속, †테트라메릭스속)에 속하는 약 12종에 이르는 친척들이 북아메리카 대륙에 더 살고 있었을 것으로 보고 있다.
진반추하목 기린상과에 속하는 동물으로서, 현존하는 동물 중에서 가지뿔영양과 가장 가까운 친척은 기린과 오카피이다. 그러나 평행 진화에 따라 구대륙에 서식하는 영양 종류와 유사한 외모를 갖게 되었기 때문에, 겉보기에는 반추류에 속하는 사슴 및 영양과 가까워 보이며 영양의 한 종류인 것으로 잘못 알려져 있다.
몸길이 110~150cm이며, 어깨높이 82~100cm, 몸무게 36~73kg이다. 적갈색을 띄고 있으며 꼬리와 꼬리 주위는 흰색이다. 암수 모두 뿔이 있다. 뿔은 아예 머리에 붙어 있으며 매년 각질이 떨어지지만 사슴처럼 아예 떨어지지는 않는다.
천적은 퓨마, 코요테, 늑대 다.